# Револуција у Грчкој (1862)
Револуција у Грчкој од 23. октобра 1862. године довела је до свргавања краља Отона са престола и доласка Ђорђа I на власт. 

## Узроци
Узроци револуције су бројни, од унутрашњих до спољашњих. Након Маврокордатовог коначног повлачења са политичке сцене 1855. нова поколења надахнута либералним идејама видела су једини лек политичком назадовању у правој парламентарној краљевини, те су се почели супротстављати краљу. Када је 1858. године прослављао 25-огодишњицу владавине Отон је био популарнији него икада, али је само 4 године касније свргнут. Један од већих проблема био је непостојање наследника, а Отон није искористио ни своје уставно право да га предложи парламенту. У италијанско-аустријском рату 1859. године показало се да краљ не дели проиталијанско расположење грчког народа. Избори из 1860. године су били тако изманипулисани, да кабинет који је састављен фебруара 1861. године није имао никакав ауторитет. Он се нагло устремио на учеснике студентских демонстрација и војничких завера. Отон се надао да ће успети да усмери пажњу јавности на Велику идеју, па је преговарао са Србијом, Црном Гором, гарибалдинцима, а Британија му је нудила јонска острва ако се обавеже да неће отварати источно питање. Он је понуду одбио, окренуо се Русима, изазвао огорчење Британаца, али није успео да придобије опозицију. Французи су се одвратили од њега због његове наклоности ка Аустрији, а Русе је бринуо недостатак православног наследника. Грчка јавност га је сматрала одговорним за губитак наклоности великих сила.

## Револуција
Краљ Отон је октобра 1862. пошао у обилазак земље са намером да сузбије градске немире које су организовали политичари, ветерани и студенти уз благонаклоност војске. За време његовог одсуства атински гарнизон се побунио и док је краљева јахта упловила у атинску луку, већ је била створена привремена влада. Отон је збачен, а сазвана је уставотворна скупштина ради доношења новог устава. Представници сила су саветовали Отону да пристане на то и он је прешао на британску крстарицу са које је издао прокламацију да напушта вољену земљу како би избегао проливање крви. Привремена влада је организовала неки вид полузваничног плебисцита како би дала подршку за долазак на грчки престо другом сину британске краљице Викторије, Алфреду, будућем војводи од Единбурга и владајућем војводи од Сакс-Кобурга и Готе. Силе су, међутим, потврдиле свој ауторитет избором принца Кристијана Вилхелма Фердинанда Адолфуса Јерга Данског чија се сестра Александра управо удала за принца од Велса. Уставотворна скупштина му је формално понудила престо када се састала и прогласила га пунолетним иако још увек није имао 18 година. Под именом Ђорђе I искрцао се у Грчкој октобра 1863. и постао је њен нови краљ.